# 相川うめ
相川 うめ（あいかわ うめ、1911年（明治44年）8月17日 - 2008年（平成20年）10月26日）は、愛知県知多郡南知多町の「料理旅館・まるは食堂」の創業者。

## 人物
1911年（明治44年）8月17日、愛知県知多郡豊浜町に暮らす半農半漁の家において、5女として生を受ける。豊浜尋常小学校を卒業後、1924年（大正13年）に岡崎市にある紡績工場に集団就職。1年半勤めた後、故郷の豊浜に戻り、船で生計を立てた。
1932年（昭和7年）に結婚したものの、夫は同年に召集された。復員後、1943年（昭和18年）に再召集。1946年（昭和21年）3月、戦死公報が届き、夫の死を知る。14歳の長子を筆頭に4人の子供が遺された。隣家に子供を預けては日雇い労働に勤しみ、その賃金を隣家と折半する生活を続けることになった。
1947年（昭和22年）秋、名古屋から夫の戦友を名乗る来客があった。夫と結んだ戦地での約束を果たすためだった。その、息子を魚屋にするという夢を叶えるため、自身は豊浜から名古屋への魚の行商を行った。朝4時に豊浜漁港の市場で仕入れた魚をブリキの缶に詰め、バスと名鉄と市電を乗り継いで、名古屋市の中公設市場まで2時間掛けて通った。その電車の車内で交わされる乗客との会話により、うめは情報の重要性を認識したという。1947年には夫の戦友と再婚し、1951年（昭和31年）には双子をもうけた。
1950年（昭和25年）5月1日、魚屋「まるは」を開業。この「まるは」は師崎初の魚屋であったという。このときの店舗は5坪で、借地であった。そのため、後に店の立ち退きを要求されることになり、うめは土地を担保に借入するということを学んだという。
1955年（昭和30年）には店を増築、1961年（昭和36年）には旅館認可を取得し、「季節旅館・まるは食堂」となった。いずれも客の要望に応じたものであった。うめは「まるは」のグループを最終的に6店舗にまで拡大している。
80歳を超えても精力的に働き、朝は5時に起き、夜は11時まで旅館にいることも多かったという。2008年（平成20年）10月26日に98歳で亡くなっている。

## 遺言
「うめさんの遺言」として以下がまるは公式サイトに掲載されている。
- 信者を創れ。
- お客様に喜んでくれる事をやればええ。
- まるはのようにやればええ。
- 報連相をちゃんとやればええ。
- 儲けんでもええ、儲かる。

## 伝記
- 三田村博史『潮風の一本道 うめさんの魚料理の城づくり80年』風媒社、1994年。

筆者の三田村は執筆当時高校教師であり、相川うめ本人からの聞き取りを元に執筆した一代記。